# Tintinacle

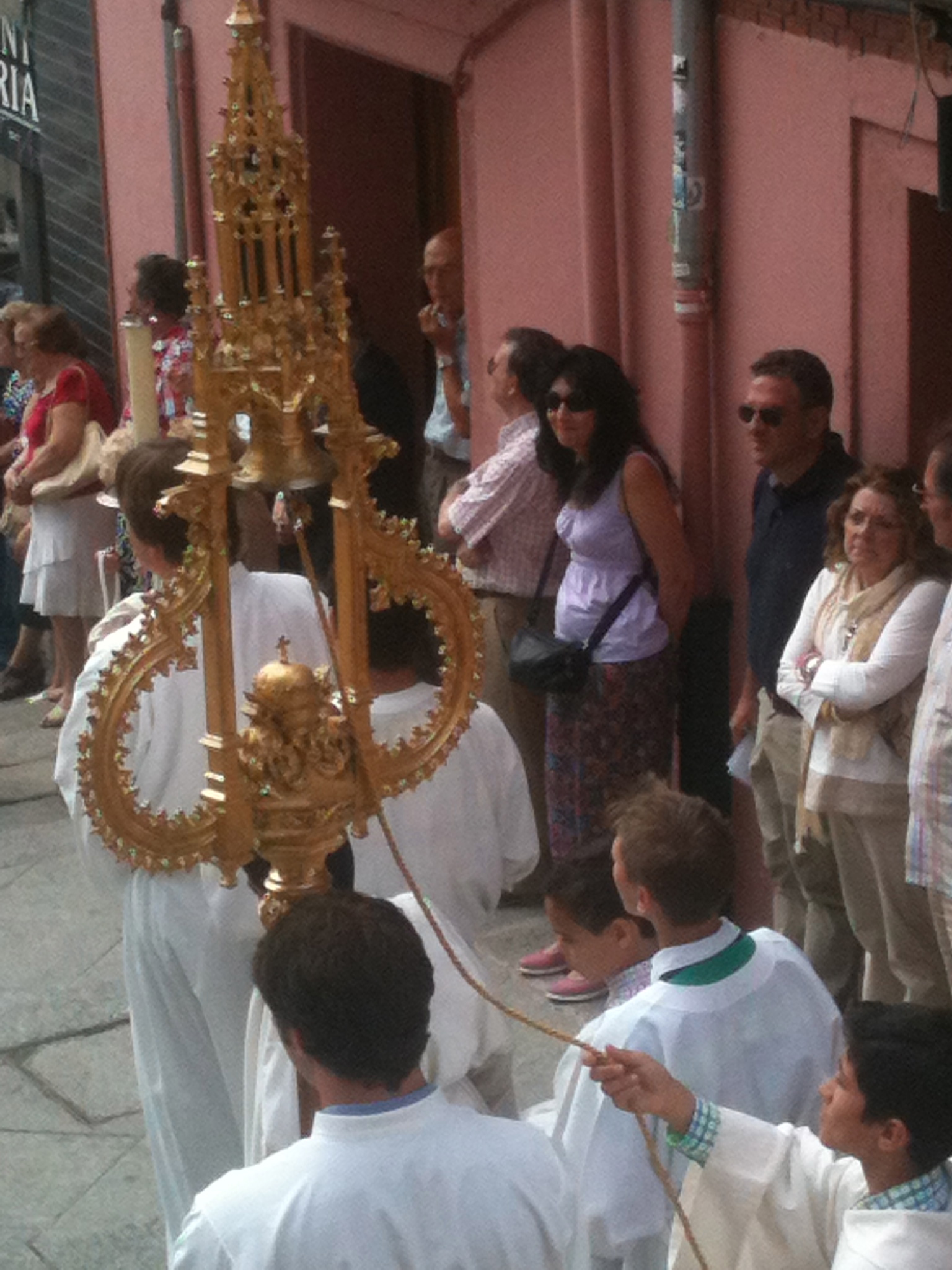
Tintinacle de la catedral de Burgos que precedeix la custòdia en la processó del Corpus Christi, (any 2014).

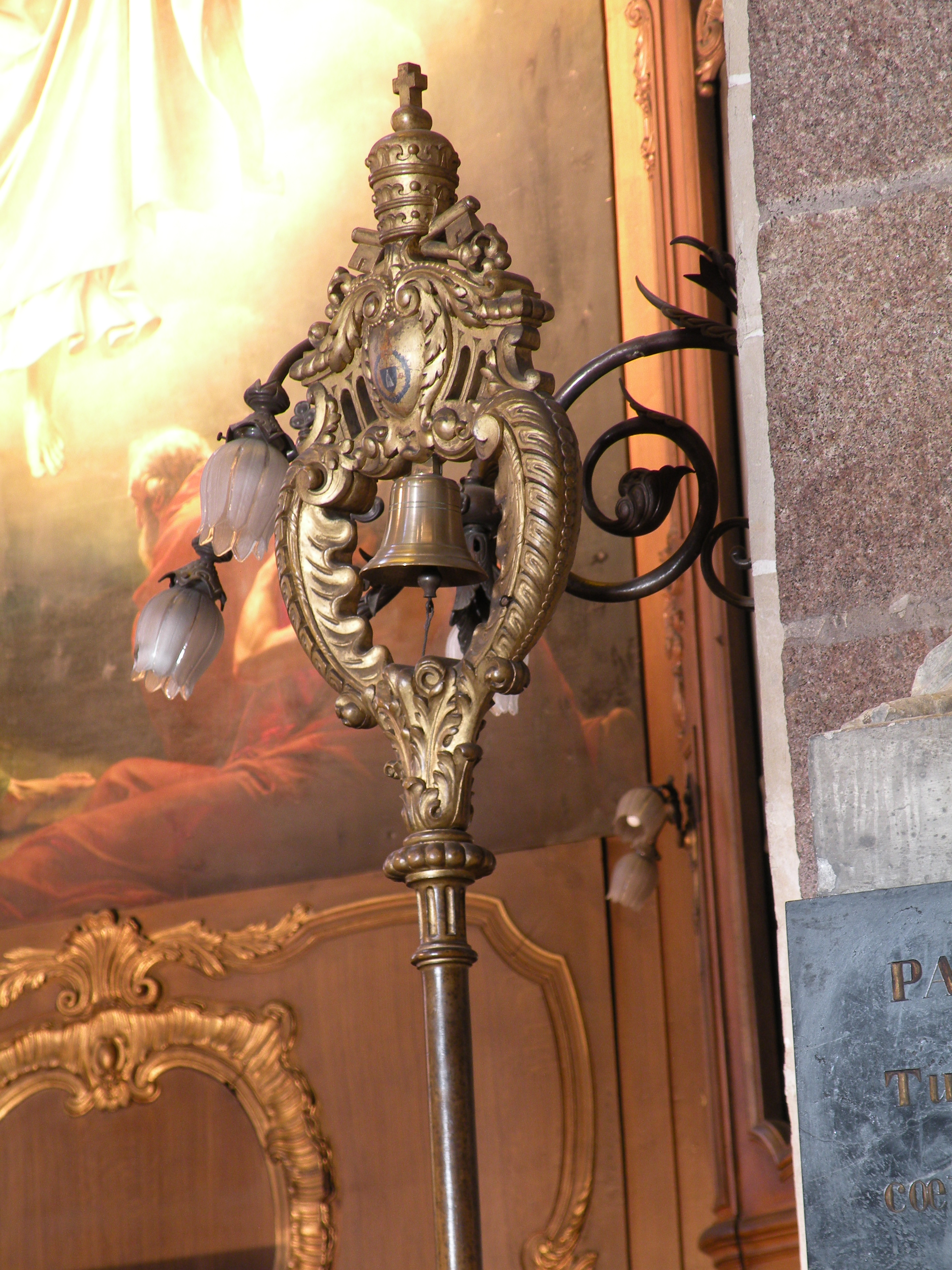
Tintinacle a la Basílica Saint-Sauveur de Rennes.

Un tintinacle (del llatí tintinnabulum, campaneta) és una insígnia que la Santa Seu concedeix a aquelles esglésies a les quals eleva a la dignitat de basílica, consistent en un petit campanar que figura a la processó del Corpus Christi i d'altres solemnitats. Juntament amb el conopeu o umbraculum, se situa en l'altar major com a símbol de la dignitat papal i mostra de la unió amb el Romà Pontífex.
Consta d'un estendard amb la imatge del sant titular que remata en la part superior en una campaneta i coronada per la tiara papal i les claus de sant Pere. Algunes confraries de Setmana Santa, residents en basíliques, també porten el tintinacle amb els escuts propis de la germandat en comptes de la imatge del sant. Avui dia, la normativa vigent sobre les basíliques no es pronuncia en cap moment sobre el dret a utilitzar el canopeo i el tintinacle, ja que actualment no existeixen litúrgicament.
A l'edat mitjana, el tintinacle tenia la funció pràctica d'anunciar el poble de Roma la proximitat del papa durant les processons religioses.